# Guðmundur Guðmundsson (Handballtrainer)

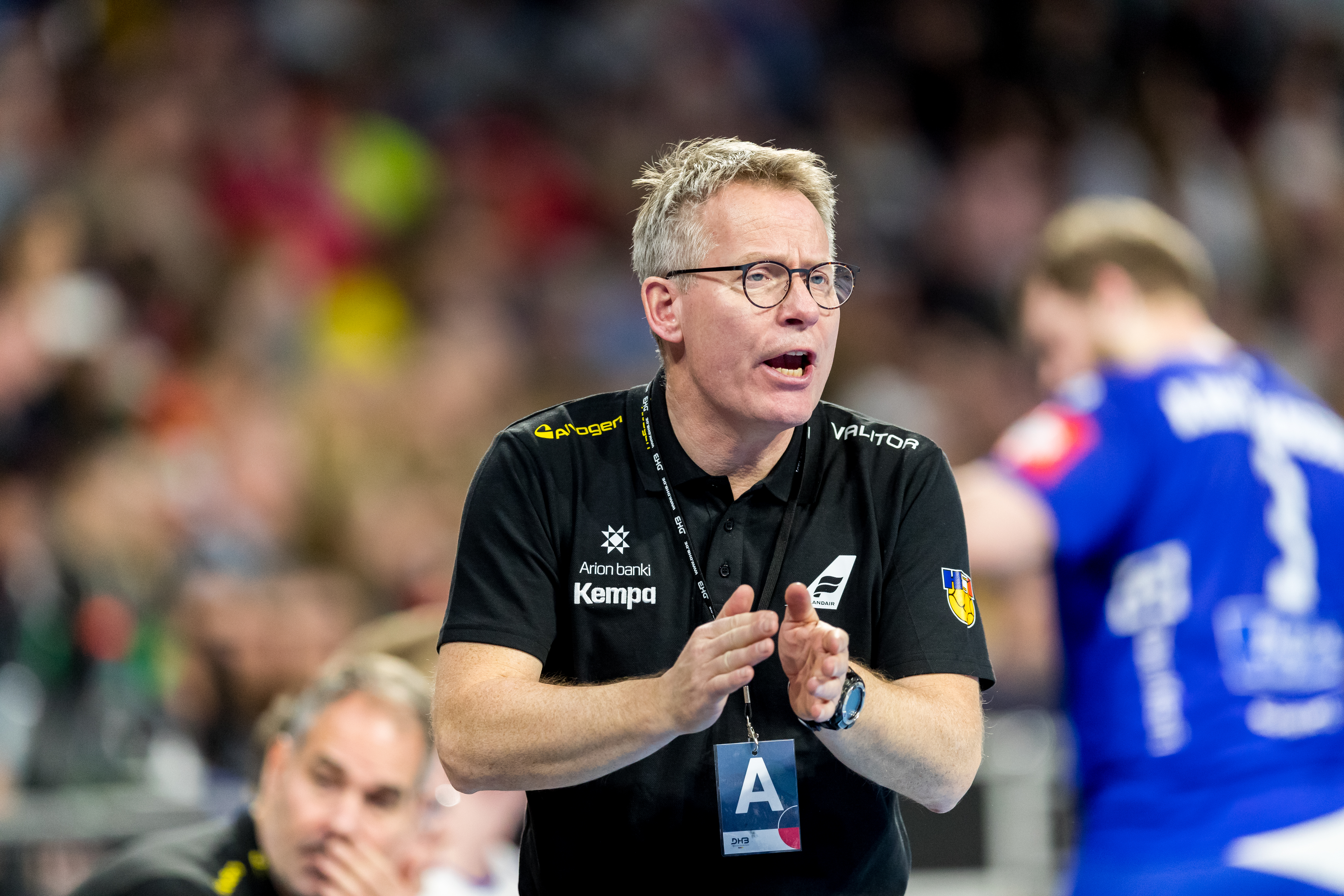
Guðmundur Guðmundsson (2020)

Guðmundur Þórður Guðmundsson (* 23. Dezember 1960 in Reykjavík) ist ein isländischer Handballtrainer und ehemaliger Spieler der isländischen Männer-Handballnationalmannschaft.

## Karriere
Als Spieler erzielte Guðmundur für die isländische Auswahl 356 Tore in 230 Länderspielen. Mit Island nahm er an den Olympischen Spielen 1984 und 1988 teil. Auf Vereinsebene lief Guðmundur Guðmundsson unter anderem für Víkingur Reykjavík auf, mit dem er mehrmals die isländische Meisterschaft gewann.
Guðmundur Guðmundsson trainierte anfangs die isländische Vereine Víkingur Reykjavík, UMF Afturelding und Fram Reykjavík. Von Sommer 1999 bis März 2001 war Guðmundur Trainer des TSV Bayer Dormagen. Unter seiner Führung gewann Island die Silbermedaille bei den Olympischen Sommerspielen 2008 in Peking. Bis Anfang 2010 trainierte er neben der isländischen Nationalmannschaft den dänischen Erstligisten GOG Svendborg TGI. Bei der Europameisterschaft 2010 in Österreich gewann Island die Bronzemedaille. Im sogenannten „kleinen Finale“ bezwang die Mannschaft in Wien den WM-Dritten Polen mit 29:26 (18:10).
Im April 2010 wurde er Sportdirektor beim dänischen Verein AG Kopenhagen. Im August 2010 übernahm er zusätzlich bei den Rhein-Neckar Löwen als Mitglied der sportlichen Leitung des Vereins die Verantwortung für alle folgenden Spielertransfers. Am 23. September 2010 übernahm er das Traineramt bei den Rhein-Neckar Löwen als Nachfolger von Kent-Harry Andersson und Ola Lindgren. Am 19. Mai 2013 gewann er mit den Rhein-Neckar Löwen den EHF Europa Pokal.
Nach den Olympischen Spielen 2012 beendete Guðmundur seine Tätigkeit als isländischer Nationaltrainer. Ab Juli 2014 war er dänischer Nationaltrainer. Unter seiner Leitung gewann Dänemark die Goldmedaille bei den Olympischen Spielen 2016 in Rio de Janeiro. Im März 2017 legte er sein Amt als dänischer Nationaltrainer nieder. Im April 2017 übernahm er die Männer-Handballnationalmannschaft von Bahrain. Unter seiner Leitung gewann Bahrain die Silbermedaille bei der Asienmeisterschaft 2018. Anschließend übernahm Guðmundur Guðmundsson erneut das Traineramt der isländischen Nationalmannschaft. Zwischen Februar 2020 und September 2021 trainierte er zusätzlich den deutschen Bundesligisten MT Melsungen. Im Sommer 2022 übernahm er das Traineramt vom dänischen Verein Fredericia Håndboldklub. Im Februar 2023 wurde die Zusammenarbeit als Nationaltrainer vom isländischen Handballverband beendet.